# Pafos
Pafos, eller Paphos (grekiska: Πάφος, Páfos; turkiska: Baf), är en kuststad på sydvästra Cypern. Staden är huvudorten i distriktet Pafos. Pafos är, enligt myten, den grekiska kärleksgudinnan Afrodites födelseplats. 
Rauf Denktaş, tidigare ledare för Turkiska republiken Nordcypern, föddes här. Flygplatsen Pafos internationella flygplats finns utanför staden. Det är landets 2:a största flygplats. Staden var Europas kulturhuvudstad 2017 tillsammans med Århus i Danmark.
Pafos hade 32 892 invånare (2011).

## Historia
Pafos har sitt ursprung i Palaio-Paphos ("Gamla Pafos"), beläget 18 kilometer öster om den nuvarande staden. Enligt legenden grundades staden vid tiden för Trojanska kriget. En stor bebyggelseanläggning som grävts ut på platsen har daterats till 1.200 f. Kr. Afrodites främsta kultplats, Afrodite Paphias helgedom, fanns i staden.
320 f. Kr. flyttades staden till sin nuvarande plats och Nea pafos grundades på platsen för dagens Pafos. Sedan romarna erövrat ön 58 f. Kr. blev Pafos huvudstad för ön.
Pafos är berömd för ruinerna av det romerska guvernörspalatset, där utomordentligt välarbetade mosaiker är en stor turistattraktion. En annan berömd arkeologisk plats är Kungagraven. 
Från romersk tid finns även en teater och en amfitetater. Paulus besökte staden under första århundradet. Från gammalkristen tid finns grottkapell bevarade.
Ännu under äldre medeltiden blomstrade Pafos och rester är bevarade av både bysantinska kyrkor och profana byggnader, samt en turkisk moské. Nordborna hade i "Baffa" som de kallade Pafos ett faktori. Erik Ejegod avled här på en pilgrimsresa. På en ö utanför yttersta udden ligger ett gammalt, ännu under den turkiska tiden utnyttjat kapell.
Det moderna Pafos började växa fram sedan Cypern 1878 överförts under brittisk administration.
1980 sattes Pafos upp på Unescos Världsarvslista.

## Klimat
Uppmätta normala temperaturer och -nederbörd i Pafos:
|                                            | Jan  | Feb  | Mar  | Apr  | Maj  | Jun  | Jul  | Aug  | Sep  | Okt  | Nov  | Dec  |
| ------------------------------------------ | ---- | ---- | ---- | ---- | ---- | ---- | ---- | ---- | ---- | ---- | ---- | ---- |
| Normaldygnets maximitemperaturs medelvärde | 17,0 | 16,9 | 18,5 | 21,3 | 24,4 | 27,7 | 29,9 | 30,4 | 28,8 | 26,6 | 22,4 | 18,6 |
| Normaldygnets minimitemperaturs medelvärde | 8,0  | 7,6  | 8,7  | 11,3 | 14,5 | 17,8 | 20,4 | 21,0 | 18,8 | 16,4 | 12,6 | 9,7  |
|                                            |      |      |      |      |      |      |      |      |      |      |      |      |
| Nederbörd                                  | 94   | 69   | 49   | 24   | 10   | 1    | 0    | 0    | 2    | 31   | 52   | 98   |

| Diagram | temperaturer i °C • månadsnederbörd i mm | temperaturer i °C • månadsnederbörd i mm | temperaturer i °C • månadsnederbörd i mm | temperaturer i °C • månadsnederbörd i mm | temperaturer i °C • månadsnederbörd i mm | temperaturer i °C • månadsnederbörd i mm | temperaturer i °C • månadsnederbörd i mm | temperaturer i °C • månadsnederbörd i mm | temperaturer i °C • månadsnederbörd i mm | temperaturer i °C • månadsnederbörd i mm | temperaturer i °C • månadsnederbörd i mm | temperaturer i °C • månadsnederbörd i mm |
|         | 94 17 8                                  | 69 17 8                                  | 49 19 9                                  | 24 21 11                                 | 10 24 15                                 | 1 28 18                                  | 0 30 20                                  | 0 30 21                                  | 2 29 19                                  | 31 27 16                                 | 52 22 13                                 | 98 19 10                                 |

## Stadsbild
Dagens Pafos har växt från en liten bosättning till en stor stad baserad på lätt industri och den blomstrande turismen. Kustområdena har utvecklats för semesterbesökare med stora och små hotell samt lägenhetshus. Det finns en liten hamn och ett centrum en liten bit åt norr där större affärer, kontor och administrationsbyggnader ligger. Staden är uppdelad i två delar, i övre Pafos bor lokalbefolkningen och här ligger även de flesta historiska byggnader och shoppingställen. I nedre Pafos ligger hotellen och många restauranger och barer. Här ligger också fyra stycken golfbanor.

## Sport
- Pafos FC